# TSV Zschopau
Der Turn- und Sportverein Zschopau e. V. ist ein deutscher Sportverein mit Sitz in der sächsischen Stadt Zschopau im Erzgebirgskreis.

## Geschichte
Der Verein entstand im Jahr 1992 aus der BSG Motor Zschopau heraus.

### Volleyball-Abteilung
Zur Saison 2012/13 stieg die erste Männer-Mannschaft aus der Regionalliga in die zweite Bundesliga Süd auf. Mit 6:42 Punkten landete man hier jedoch nur auf dem zwölften Platz und musste sofort wieder eine Spielklasse tiefer. Man kam so aber nicht wieder in die Regionalliga zurück, sondern in die erst kurz zuvor gegründete Dritte Liga Ost. In der Spielzeit 2013/14 belegte man hier dann anschließend mit 27 Punkten den fünften Platz. Nach der Folgesaison hätte es fast einen nächsten Abstieg gegebenen. Bei Punktgleichheit mit der Mannschaft des MTV München blieb man nur aufgrund der drei mehr erzielten Siege in der Liga.
Am 12. Juni 2015 gründete sich dann der VC Zschopau aus dieser Abteilung heraus. Nachdem alle Vorbereitungen abgeschlossen waren, wurden dann auch zur Saison 2016/17 die Mannschaften und das Spielrecht vom TSV übernommen.